# Tormás
Tormás è un comune dell'Ungheria di 306 abitanti (dati 2008) situato nella contea di Baranya, regione Transdanubio Meridionale